# فرمان سرشماری جمعیت
فرمان سرشماری جمعیت (به ژاپنی: 人掃令, Hitobarai Rei) قانونی بود که در سال ۱۵۹۲ به نام کانپاکو، تویوتومی هیده‌تسوگو، در اولین سال از دوره بونروکو در دوره آزوچی–مومویاما صادر شد. این فرمان در زبان ژاپنی با عنوان هیتوبارایی ری یا نینبتسو آراتامه شناخته شده‌است.
این حکم دستور داد که سرشماری کامل ملی انجام شود که در سندی ارائه می‌شد که تعداد خانواده‌های هر روستا و جنسیت، سن تقریبی و حرفه ساکنان آن را نشان می‌داد. گفته می‌شود که هدف آن سنجش پتانسیل نظامی کشور و تعداد نیروهایی است که می‌توانند برای تهاجم هیده‌یوشی به کره (۱۵۹۸–۱۵۹۲) بسیج شوند.